# The Young Victoria
The Young Victoria is een film uit 2009 gebaseerd op de jeugd van koningin Victoria van het Verenigd Koninkrijk. Het verhaal volgt haar troonsbestijging en haar huwelijk met prins Albert van Saksen-Coburg en Gotha. De film werd geregisseerd door Jean-Marc Vallée en geschreven door Julian Fellowes. De hoofdrollen worden vertolkt door Emily Blunt, Rupert Friend, Miranda Richardson en Jim Broadbent.

## Rolverdeling
- Emily Blunt als koningin Victoria
- Rupert Friend als prins Albert van Saksen-Coburg en Gotha
- Miranda Richardson als hertogin van Kent, moeder van koningin Victoria
- Mark Strong als sir John Conroy, beheerder, rentmeester van de hertogin van Kent
- Jim Broadbent als koning Willem IV
- Harriet Walter als koningin Adelheid
- Paul Bettany als William Lamb, lord Melbourne, mentor van koningin Victoria
- Thomas Kretschmann als koning Leopold I van België
- Jesper Christensen als Christian Friedrich, baron Stockmar
- Jeanette Hain als barones Louise Lehzen
- Julian Glover als Arthur Wellesley, de hertog van Wellington
- Michael Maloney als Robert Peel, premier
- Michiel Huisman als Ernst II van Saksen-Coburg en Gotha, oudere broer van Albert van Saksen-Coburg en Gotha
- Johnnie Lyne-Pirkis als Ernst August I van Hannover
- Liam Scott als August Frederik, hertog van Sussex
- Dave A. Hewitt als Henry Howard, 13de hertog van Norfolk
- Danny Dalton als Wilhelm I van Duitsland
- Sophie Roberts als Lady Emma Portman
- Rachael Stirling als Harriet Sutherland-Leveson-Gower, hertogin van Sutherland
- Roddy Weaver als opperlakei van koning Willem IV
- Beatrice van York als een hofdame